# 高野八誠
高野 八誠（たかの はっせい、1978年1月9日 - ）は、日本の俳優。千葉県出身。身長177cm。血液型はB型。千葉県立千葉大宮高等学校卒業。

## 略歴
1989年、子役でテレビドラマ『七色村』に主演デビュー。子役時代は津田 充博名義で活動。その後、現芸名の高野 八誠に改名。
1998年から1999年まで放送された『ウルトラマンガイア』でウルトラマンアグルに変身する青年・藤宮博也役を演じた。
2002年、『仮面ライダー龍騎』で仮面ライダーライア/手塚海之役として出演。2005年には映画『仮面ライダー THE FIRST』に仮面ライダー2号/一文字隼人役として出演。ウルトラマンと仮面ライダーを両方演じ、別個の仮面ライダーを二人演じた俳優となった。
2006年6月に『ウルトラマンガイア』で共演した石田裕加里と結婚。同年11月に長女が誕生。
2009年2月にBreathを離籍。2010年5月にラフを経て、2011年12月にアルファコアに移籍、2012年5月に離籍。2013年1月よりウェスタに移籍。
2017年、クラウドファンディング『CAMPFIRE』にて資金調達を行い、中編特撮映画『HE-LOW』にて監督デビューを果たした。

## 人物
- 趣味は楽器演奏、映画観賞[10]。得意なスポーツはバスケットボール、スキー[11]。
- 好きな映画は『CURE』（黒沢清監督）、『フェイス/オフ』（ジョン・ウー監督）。好きな色は青、水色、ブルー系。好きな食べ物はハンバーグ、カレー。好きな音楽のジャンルはレゲエ[10]。
- 幼少期に見ていた特撮番組は『宇宙刑事ギャバン』、『太陽戦隊サンバルカン』、『科学戦隊ダイナマン』であった。また、刑事ドラマも見ていたといい、『西部警察』の大門圭介に憧れていたという[12]。
- 『ガイア』では当初、ガイア役のオーデションを受けていたが、その縁で声をかけられた（週刊ウルトラマンデータファイルより）。

## 出演
※太字は主演。

### テレビドラマ
- ドラマスペシャル 七色村（1989年、NHK総合） - 一郎 役 [注釈 1]
- 12時間超ワイドドラマ 宮本武蔵（1990年1月2日、テレビ東京） - 城太郎（少年時代） 役
- 山村美紗サスペンス 哲学の小道の少女（1990年4月2日、関西テレビ）
- 木曜ゴールデンドラマ 卒業 父と母の偏差値（1990年7月12日）
- スクールウォーズ2 第5話「泣くな妹よ!」 他（1990年、TBS） - 水口征二（少年期） 役
- 大河ドラマ 太平記（1991年） - 足利貞氏 役
- 月曜ドラマスペシャル 精神外科医（1992年11月16日、TBS）
- コールMe（1997年5月、テレビ東京） - 大野紀基 役
- ウイークエンドドラマ サイバー美少女テロメア CYBER 2 サイコレイパー（1998年、テレビ朝日） - 楠田レイジ 役
- 美少女H 第3話「ありふれた事件」（1998年5月4日、フジテレビ） - アキラ 役
- ウルトラシリーズ
  - ウルトラマンガイア（1998年 - 1999年、MBS） - 藤宮博也 役
  - ULTRASEVEN X（2007年、TBS） - 尾形・朔 役
  - ウルトラマン列伝 第95・96話（2013年4月24日・5月1日、テレビ東京） - 藤宮博也 / ウルトラマンアグル（ナビゲーター）役
- 天然少女萬NEXT（1999年、WOWOW）
- 伝説の教師（2000年、日本テレビ）
- 土曜ナイトドラマ ただいま満室 第9話「さよならラブホの恋物語」（2000年12月9日、テレビ朝日） - 相沢直之 役
- Project-C 〜キレイになりたい私たちへ（2001年、TBS WEBシネマ） -  藤本浩司 役
- 仮面ライダーシリーズ（テレビ朝日）
  - 仮面ライダー龍騎 第13 - 23話（2002年） - 手塚海之 役[13]
    - 仮面ライダー龍騎スペシャル 13RIDERS（2002年9月19日） - 手塚海之 / 仮面ライダーライア 役（友情出演）

  - 仮面ライダードライブ 第48話〈特別編〉（2015年9月27日） - 岡村敬助 役
- 子連れ狼 第9話「一刀対烈堂! 大五郎に捧げる父の愛!」（2002年12月9日、テレビ朝日） - 篠原平吉 役
- 68 FILMS SAMURAI SHORTS キラー・ジョー（2003年1月、BS-i） - ジョー 役
- 京都迷宮案内5 第9話「恋に落ちた女性記者!」（2003年3月6日、テレビ朝日）
- 恋する日曜日 ファーストシーズン 第19話「ダイアリー」（2003年8月10日、BS-i） - ユウジ 役
- 月曜ドラマシリーズ 夢みる葡萄〜本を読む女〜（2003年、NHK） - 水野 役
- 初体験天使（2004年、名古屋テレビ） - 洋介 役
- 柳生十兵衛七番勝負シリーズ（NHK） - 西岡大次郎 役
  - 金曜時代劇柳生十兵衛七番勝負（2005年）
  - 木曜時代劇 柳生十兵衛七番勝負 島原の乱（2006年）
  - 木曜時代劇 柳生十兵衛七番勝負 最後の闘い（2007年）
- 遠山の金さん 第6話「消えた母!! 金さんの危機と不良息子の愛…」（2007年2月27日、テレビ朝日） - 卯之吉 役
- MAGISTER NEGI MAGI 魔法先生ネギま! 11時限目 マギステル・ナギ・マギ / 12時限目 エヴァ・イズ・レディ（2007年） - ナギ・スプリングフィールド 役
- RHプラス（2008年、独立UHF局） - きよい 役
- ケータイ捜査官7（2008年 - 2009年） - 間明蔵人 役
- 金曜時代劇 密命 寒月霞斬り 第5話ゲスト（2008年5月30日、テレビ東京）
- 新・科捜研の女 第7話ゲスト（2008年6月5日、テレビ朝日） - 塚本渡 役
- 傍聴マニア09 第4話ゲスト（2009年11月12日、読売テレビ）
- 赤かぶ検事 京都篇 第4話ゲスト（2010年2月3日、TBS）
- 満福少女ドラゴネット（2010年7月、tvk） - 宮坂健之助 役
- 牙狼＜GARO＞〜MAKAISENKI〜 第6話ゲスト（2011年11月10日、テレビ朝日） - 庄内眞人 役
- それいけ!電エース（2012年、キッズステーション） - 電五郎 役

### 映画
- 息子（1991年） - 浅野哲夫（少年期） 役
- ザ・中学教師（1992年）
- フレンチドレッシング（1998年）
- うずまき（2000年） - 津村一樹 役
- 守ってあげたい!（2000年） - コージ 役
- ブギーポップは笑わない Boogiepop and Others（2000年） - 早乙女正美 役
- トワイライトシンドローム〜卒業〜（2000年） - 神谷敦史 役
- 回路（2001年）
- EKOEKO AZARAK エコエコアザラク（2001年） - ケンジ 役
- 獅子の血脈（2001年） - 実 役
- 荒ぶる魂たち（2002年） - 勝敏 役
- 烈火（2002年） - 清水 役
- 新 影の軍団シリーズ - 妖騎 役
  - 新・影の軍団 序章 伊賀対甲賀対風魔（2003年）
  - 新・影の軍団 第二章（2003年）
  - 新・影の軍団 第参章 〜地雷火〜（2003年）
  - 新・影の軍団 〜地雷火〜 第四章（2003年）
  - 新・影の軍団 第五章 服部半蔵VS陰陽師（2005年）
  - 新・影の軍団 〜最終章〜 服部半蔵最期の戦い（2005年）
- カクト（2003年） - マコト 役
- おれさま（2003年） - シイニ 役
- 着信アリ（2004年） - 志摩 役 [注釈 2]
- 陰詩「シンドローム」（2004年） - アキラ 役
- 零<ZERO>（2004年） - 久我松男 役
  - 高野八誠 in 零<ZERO> COUNTDOWN TO ZERO [注釈 3]
- NO MUSIC,NO LIFE.（2004年） - 井本要 役
- サムライNIPPON（2004年） - 竜太郎 役
- D.P（2004年） - 播磨 役
- IZO（2004年、） - 男蝶 役
- いずれの森か青き海（2004年） - 田中隆弘 役
- キスとキズ（2004年） - 香坂俊 役
- STRAY SHEEP（2004年） - 栄太郎 役
- Break Out!（2005年） - 鈴木一郎 役
- クック・ミー・ソフトリー（2005年） - ジュン 役
- DV（2005年） - 前田隆 役
- ブラッド・エンジェル〜シスターオブハート〜（2005年） - 宇梶壮一郎 役
- FLOWERS（2005年） - 赤目 役 ※友情出演
- 戦 IKUSA（2005年） - 御堂一沙 役
- 鍵がない（2005年） - 北川淳 役
- スリーピングフラワー（2005年） - 浅田正午 役
- 仮面ライダーシリーズ
  - 仮面ライダー THE FIRST（2005年） - 一文字隼人 / 仮面ライダー 役
  - 仮面ライダー THE NEXT（2007年） - 一文字隼人 / 仮面ライダー2号 役
- Ai-Oi（2006年） - 田嶋裕作 役
- チェンジ!（2006年） - 俊夫 役
- ここにいる 廃墟都市伝説（2006年） - 楠田浩二 役
- colors カラーズ（2006年） - 高野賢作 役
- 戦〜第弐戦 二本松の虎（2006年） - 御堂一沙 役
- ヒョンジェ（2006年） - 加納純 役
- saru phase three（2007年） - 福家稔 [注釈 4]
- 大阪府警潜入捜査官-SENNNYU-（2007年） - ケンジ 役
- コンナオトナノオンナノコ（2007年） - 鹿島 役
- 実録・連合赤軍 あさま山荘への道程（2008年） - 加藤能敬 役
- 秘密潜入捜査官 ワイルドキャッツ in ストリップ ロワイアル（2008年） - 長谷部肇 役
- 大決戦!超ウルトラ8兄弟（2008年） - 藤宮博也 役
- 戦国 伊賀の乱（2009年）
- オンナゴコロ （2009年）
- 爆走ドリフトR（2009年）
- 20世紀少年 最終章（2009年）
- 天牌 黒沢最終決戦史（2010年）
- 恋谷橋（2011年）
- アサシン（2011年）
- 寄性獣医・鈴音 GENESIS×EVOLUTION（2011年） - 鬼頭高哉 役
- パーティは銭湯からはじまる（2012年） - 鳥谷 役
- 死ガ二人ヲワカツマデ…（2012年）
- 絶狼-ZERO- -BLACK BLOOD-（2014年） - 仲井間コウスケ 役

### オリジナルビデオ
- ウルトラマンガイア ガイアよ再び（2001年） - 藤宮博也 役

### Webドラマ
- ウルトラマンオーブ THE ORIGIN SAGA 第9話 - 最終話（2017年2月20日 - 3月13日、Amazonプライム・ビデオ） - 藤宮博也  役
- 仮面ライダージオウ スピンオフ PART2『RIDER TIME 仮面ライダー龍騎』 第1話・2話（2019年3月31日・4月7日、ビデオパス） - 手塚海之 / 仮面ライダーライア 役[13]

### 舞台
- 真夜中の戦士（2024年11月23日 - 12月1日、すみだパークシアター倉） - 声の出演[14]

### CM
- P&G「クレアラシルフェイスウォッシュ」（1993年）
- 日本コカ・コーラ「爽果発泡 ビーチパラソル」（2004年）

### ゲーム
- 仮面ライダー龍騎（2002年、PS） - 仮面ライダーライア 役
- オール仮面ライダー ライダーレボリューション（2016年、3DS） - 仮面ライダー2号（THE FIRST） 役
- 仮面ライダーバトル ガンバレジェンズ（2023年、アーケード） - 仮面ライダーライア 役[15]

### イベント
- ウルトラマンフェスティバル2001 ライブステージ - ウルトラマンアグルの声 役

### 玩具
- COMPLETE SELECTION MODIFICATION V BUCKLE（2018年12月） - 手塚海之 / 仮面ライダーライア 役

## 監督

### 映画
- HE-LOW（2018年）
- HE-LOW THE SECOND（2019年）
- HE-LOW THE FINAL（2022年）